# Teodegonda
Teodegonda, Tiudigoto o Teodegoda fue hija ilegítima del rey ostrogodo Teodorico el Grande, y esposa de Alarico II, rey visigodo, con quien se casó para establecer un vínculo más fuerte entre el Reino Ostrogodo y el Reino Visigodo, necesario para combatir a los francos.
Asimismo fue madre del rey Amalarico.
| Predecesora: Ragnagilda | Reina Consorte Visigoda 484-507 | Sucesora: ? |